# Свадебный разгром (саундтрек)
A Few Best Men: Original Motion Picture Soundtrack and Remixes — саундтрек-альбом австралийской певицы Оливии Ньютон-Джон к фильму «Свадебный разгром», выпущенный 20 января 2012 года лейблом Universal Records.
Саундтрек в основном состоит из старых поп-хитов в исполнении Ньютон-Джон и ремиксов таких продюсеров, как Chew Fu, Roulette и Archie. Режиссёр фильма Стефан Эллиотт лично пригласил Ньютон-Джона для участия в проекте, а также поработал музыкальным продюсером. Некоторые треки исполняются сессионными музыкантами, получившими название The Wedding Band. Ньютон-Джон также записала новый оригинальный трек из саундтрека «Weightless» (написанный ее давним соавтором Джоном Фаррароми его сыном Максом).
Ведущим синглом является кавер-версия песни Тони Бэзила «Mickey», выпущенной на радио 9 января 2012 года.

## Список композиций
| №   | Название                                              | Автор(ы)                      | Продюсер                       | Длительность |
| --- | ----------------------------------------------------- | ----------------------------- | ------------------------------ | ------------ |
| 1.  | «Weightless»                                          | Джон Фаррар, Макс Фаррар      | Стефан Эллиотт, Мариус Де Вриз | 3:28         |
| 2.  | «The Rain, The Park & Other Things» (Lo Five Remix)   | Артур Корнфилд, Стивен Дубофф | Lo Five, Стефан Эллиотт        | 2:27         |
| 3.  | «The Nips Are Getting Bigger»                         | Мартин Мерфи                  | Гай Гросс, Стефан Эллиотт      | 2:30         |
| 4.  | «Daydream Believer» (Chew Fu Fix)                     | Джон Стюарт                   | Chew Fu, Стефан Эллиотт        | 3:16         |
| 5.  | «The Pushbike Song» (Pablo Calamari Remix)            | Эван Джонс, Идрис Джонс       | Пабло Каламари, Стефан Эллиотт | 4:57         |
| 6.  | «Wankered»                                            | Гай Гросс                     | Гай Гросс, Стефан Эллиотт      | 1:57         |
| 7.  | «Afternoon Delight»                                   | Билл Данофф                   | Гай Гросс, Стефан Эллиотт      | 2:21         |
| 8.  | «A Beautiful Morning»                                 | Эдди Бригати, Феликс Кавальер | Гай Гросс, Стефан Эллиотт      | 2:54         |
| 9.  | «Brand New Key» (Archie Remix)                        | Мелани Сафка                  | Archie, Стефан Эллиотт         | 3:35         |
| 10. | «The Love Boat» (Roulette Remix)                      | Пол Уильямс, Чарльз Фокс      | Roulette, Стефан Эллиотт       | 3:36         |
| 11. | «Live It Up»                                          | Гриди Смит                    | Гай Гросс, Стефан Эллиотт      | 2:23         |
| 12. | «Sugar, Sugar» (Chew Fu Fix)                          | Джефф Барри, Энди Ким         | Chew Fu, Стефан Эллиотт        | 3:25         |
| 13. | «Living in the 70’s»                                  | Грег Макэниш                  | Гай Гросс, Стефан Эллиотт      | 2:26         |
| 14. | «Devil Gate Drive» (Chew Fu & PVH Night Fever Remix)  | Никки Чинн, Майк Чепмен       | Chew Fu, PVH, Стефан Эллиотт   | 2:57         |
| 15. | «Georgy Girl» (Roulette Remix)                        | Том Спрингфилд, Джим Дейл     | Roulette, Стефан Эллиотт       | 4:20         |
| 16. | «I Think I Love You» (Chew Fu & PVH Love Hurts Remix) | Тони Ромео                    | Chew Fu, PVH, Стефан Эллиотт   | 3:12         |
| 17. | «Two Out of Three Ain’t Bad» (Lo Five Remix)          | Джим Стайнман                 | Lo Five, Стефан Эллиотт        | 5:17         |
| 18. | «Mickey» (Chew Fu Fix)                                | Никки Чинн, Майк Чепмен       | Chew Fu, Стефан Эллиотт        | 3:25         |
| 19. | «Weightless» (Punk Ninja Remix)                       | Джон Фаррар, Макс Фаррар      | Archie, Стефан Эллиотт         | 3:27         |